# Kent Narrows
Kent Narrows – jednostka osadnicza w Stanach Zjednoczonych, w stanie Maryland, w hrabstwie Queen Anne’s.